# 독립역사공원

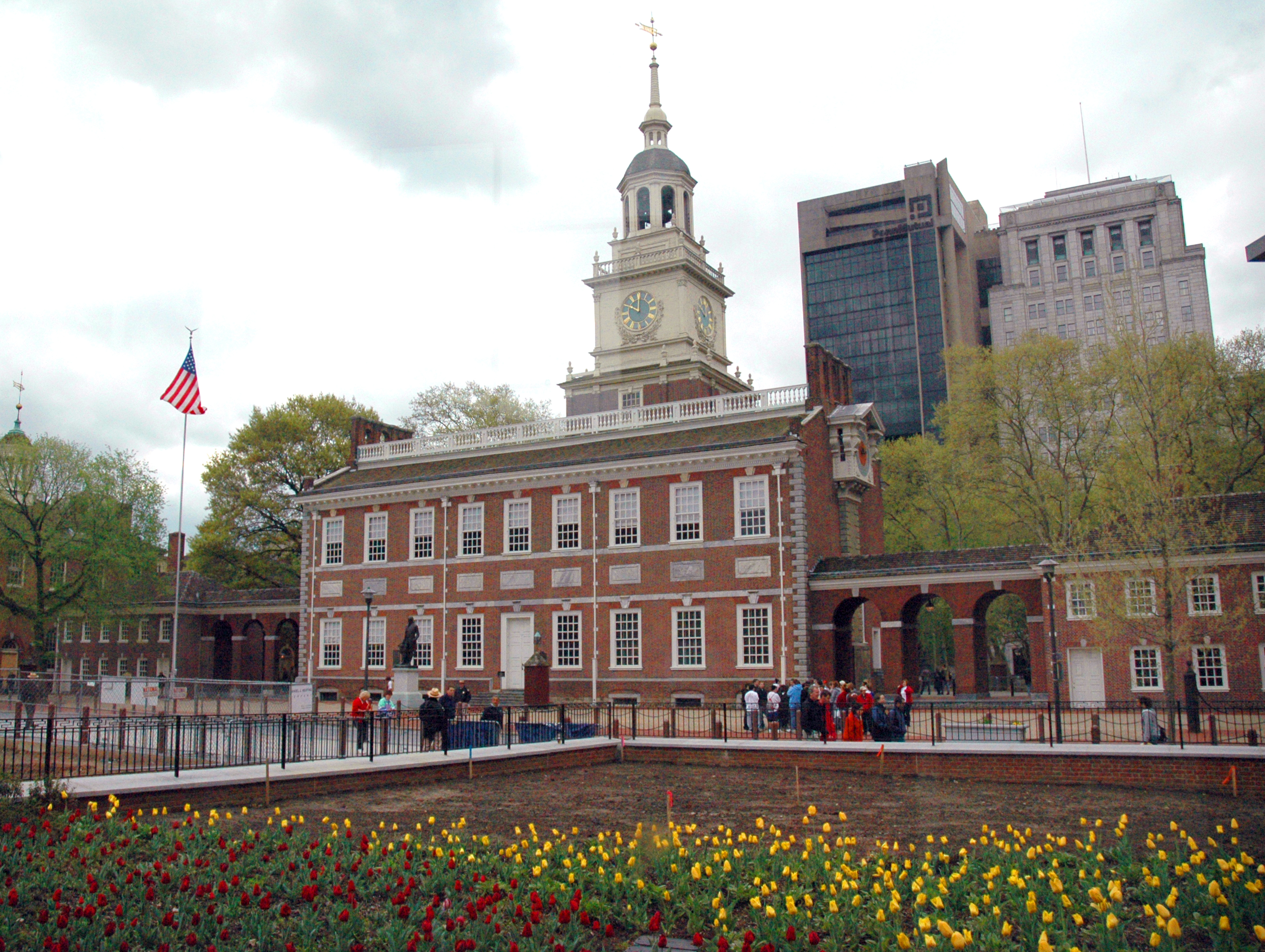
독립기념관

독립역사공원(獨立歷史公園, Independence National Historical Park)은 미국 펜실베이니아주 필라델피아에 위치한 공원이다. 미국 독립 혁명에 관한 문서 등이 모여 있으며, 독립기념관과 자유의 종을 비롯한 유명한 건축물들이 많다.